# Våffeljärnet
"Våffeljärnet" är en låt skriven av Bob hund, utgiven på albumet Stenåldern kan börja från 2001. Gitarren är inspelad på en bandspelare hemma hos Conny Nimmersjö. Han visade skissen för bandet och Thomas Öberg lade sedan sång över det. Martin Hederos skapade blåsarrangemanget.